# املاک آکاساکا
املاک آکاساکا (به ژاپنی: 赤坂御用地, Akasaka Goyōchi)، یک املاک امپراتوری ژاپنی پارک مانند، محل چندین اقامتگاه امپراتوری کنونی و سابق در ناحیه موتو آکاساکا، بخش میناتو-کو، توکیو، توکیو است. علاوه بر ماساهیتو، شاهزاده هیتاچی، که در هیگاشی، شیبویا زندگی می‌کند، بسیاری از اعضای خانواده امپراتوری اقامتگاه رسمی خود را در این املاک دارند، از جمله امپراتور بازنشسته آکی‌هیتو. املاک در دسترس عموم نیست.